# Oscherslebener SC 1990
Oscherslebener SC 1990 is een Duitse voetbalclub uit Oschersleben, Saksen-Anhalt.

## Geschiedenis
Na de Tweede Wereldoorlog werd de club opgericht als SG Oschersleben. In 1949 werd de club een BSG onder de naam BSG Motor Oschersleben. Vanaf 1952 speelde de club in de Bezirksliga Magdeburg en haalde middenmootplaatsen tot 1958 en degradeerde in 1959 naar de Bezirksklasse, toen de vijfde klasse. In 1962 promoveerde de club weer en nam de naam BSG Vorwärts aan en in 1964 werd het BSG Motor/Vorwärts. Vanaf 1963 was de Bezirksliga terug de derde klasse. Na een titel in 1972 promoveerde de club naar de DDR-Liga, maar was hier een maatje te klein voor en degradeerde meteen. De club speelde op één seizoen Bezirksklasse na tot aan het einde van het DDR-tijdperk in de Bezirksliga.
Na de Duitse hereniging werd de huidige naam aangenomen. De club zakte langzaam weg naar de lagere reeksen, maar kon in 2009 terug promoveren naar de Verbandsliga, de zesde klasse, waar de club tot 2016 speelde.